# نيشان الملكة جيلينا الأعظم
نيشان الملكة جيلينا الأعظم (بالكرواتية: Velered kraljice Jelene) هو ثاني أعلى نيشان في جمهورية كرواتيا بعد نيشان الملك توميسلاف الكبير.
أنشئ نيشان الملكة جيلينا الكبير في عام 1995، ويُمنح مع نيشان الملك بيتار كريسيمير الرابع الكبير للفئات الآتية:
- كبار الشخصيات ومسؤولي الدولة الآخرين ورؤساء المنظمات الدولية لمساهماتهم في تعزيز السمعة والمكانة الدولية لجمهورية كرواتيا.
- رجال الدولة الكرواتيين والغير كرواتيين، والقادة البرلمانيين والحكوميين لمساهماتهم الاستثنائية في استقلال وسلامة جمهورية كرواتيا، ولتطوير وبناء جمهورية كرواتيا، ولإسهاماتهم الشخصية الاستثنائية في تطوير العلاقات بين كرواتيا والبلدان والشعوب الأخرى.
- كبار ضباط القوات المسلحة لمساهماتهم الاستثنائية في صياغة الاستراتيجية والعقيدة العسكرية، ولجدارتهم في تطوير القوات المسلحة الكرواتية، ولإنجازاتهم الخاصة في إدارة وقيادة القوات المسلحة الكرواتية.[2]

يتألف نيشان الملكة جيلينا الكبير من شارة على شكل زهرة ثلاثية الفصوص زرقاء اللون محاطة بالذهب، ويتصل الجزء العلوي منها بشعار النبالة الكرواتي وهو خمسة دروع تمثل المناطق الجغرافية الخمس التي تشكل كرواتيا. تتدلّى الشارة من وشاح ملون بخطوط متساوية من الأزرق والأبيض والأحمر، ويوجد به نقش متشابك على الخطوط الحمراء والزرقاء. وتكون نجمة النيشان مُحاطة بثمانية أشعة فضية أطول وثمانية أشعة فضية أقصر وبينهما أشعة ذهبية.

## أبرز الحاصلون على النيشان

### من المسؤولين غير الكرواتيين
| السنة | اسم الحاصل على النيشان | الدولة                     | ملاحظات                   |
| ----- | ---------------------- | -------------------------- | ------------------------- |
| 2017  | موزة بنت ناصر المسند   | قطر                        | ملكة قطر                  |
| 2013  | الملكة سيلفيا          | السويد                     | ملكة السويد               |
| 2011  | الملكة سونيا           | النرويج                    | ملكة النرويج              |
| 2008  | ياسو فوكودا            | اليابان                    | رئيس وزراء اليابان        |
| 2007  | ميكولاش دزوريندا       | سلوفاكيا                   | رئيس وزراء سابق لسلوفاكيا |
| 2007  | فولفجانج شوسيل         | النمسا                     | مستشار النمسا السابق      |
| 2006  | غيرهارد شرودر          | ألمانيا                    | المستشار الألماني السابق  |
| 2006  | هيلموت كول             | ألمانيا                    |                           |
| 2006  | جوزيب بوريل فونتيليس   | إسبانيا                    |                           |
| 2006  | ويلفريد مارتنز         | بلجيكا                     |                           |
| 2006  | هانز جيرت بوترينج      | ألمانيا                    |                           |
| 2003  | الأمير هنريك           | الدنمارك                   | أمير الدنمارك             |
| 2002  | جوزيف انتال            | المجر                      |                           |
| 2000  | مادلين أولبرايت        | الولايات المتحدة الأمريكية | وزيرة الخارجية الأمريكية  |
| 1995  | الأم تيريزا            | الهند                      | راعية كلكتا               |
| 1995  | علي عزت بيغوفيتش       | البوسنة والهرسك            | رئيس البوسنة والهرسك      |
| 1995  | كريسيمير زوباك         | البوسنة والهرسك            | رئيس البوسنة والهرسك      |

| السنة | اسم الحاصل على النيشان | ملاحظات                                            |
| ----- | ---------------------- | -------------------------------------------------- |
| 2021  | يادرانكا كوسور         | رئيسة وزراء كرواتيا السابقة                        |
| 2008  | لوكا بيبيتش            | رئيس سابور                                         |
| 2008  | إيفو سانادر            | رئيس وزراء كرواتيا، وسُحب النيشان مرة أخرى          |
| 2008  | جوزيف مانوليتش         | رئيس وزراء كرواتيا الأسبق                          |
| 2008  | إيفيكا راكان           | رئيس وزراء سابق لكرواتيا، ومُنحت النيشان بعد وفاتها |
| 1998  | فرانجو كوهاريتش        | رئيس أساقفة زغرب السابق                            |